# Prästabilierte Harmonie
Der Begriff prästabilierte Harmonie bezeichnet eine vorherbestimmte (eigentlich: im Voraus festgestellte) Einheit. 
Ein Grundbegriff der Leibnizschen Philosophie, zunächst zur Klärung des Leib-Seele-Problems, dann allgemeiner Ausdruck für die allen Dingen innewohnende Ordnung (soweit nicht das Kausalverhältnis auf sie zutrifft), die Gott so eingerichtet habe, dass ein harmonisches, nämlich paralleles Geschehen ablaufe, ähnlich dem zweier Uhren, die genau einreguliert sind (Uhrengleichnis).
Damit vertritt Leibniz einen starken Determinismus ab initio. Da beide Bereiche parallel verlaufen, erscheint es uns nur so, dass der eine (z. B. geistige) Bereich auf den anderen (z. B. körperlichen) einwirkt. Dieser Eindruck der Wechselwirkung zwischen Substanzen sei aber falsch und verletze die Gesetze des jeweiligen Substanzbereichs. Dies hat auch bei Leibniz Konsequenzen für das Freiheitsthema. 